# Spinnerei Kunz

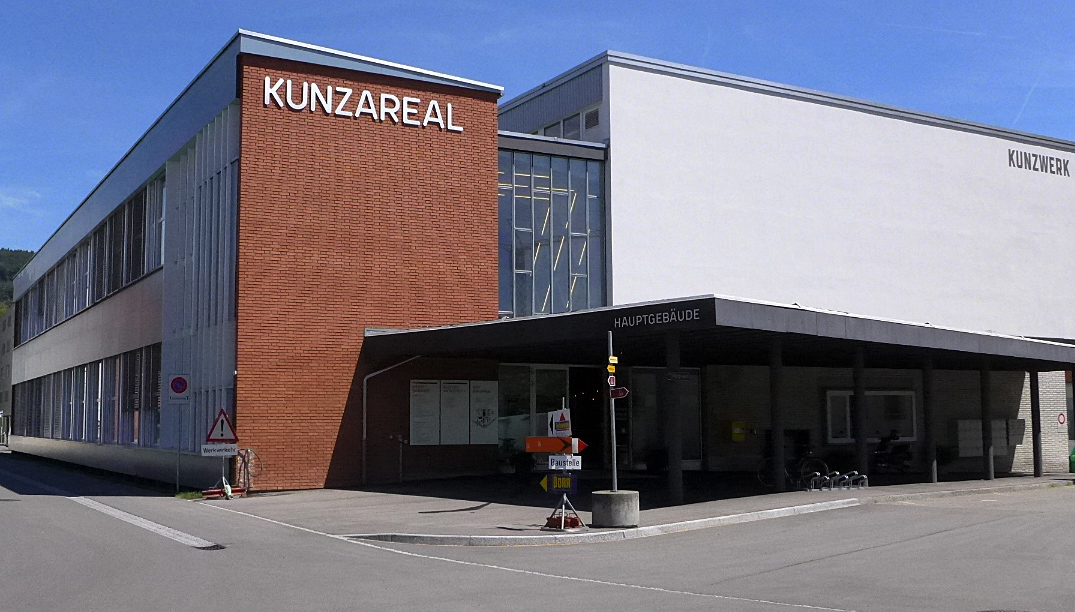
Ehemalige Spinnerei Kunz bei Windisch.

Die Spinnerei Kunz war im 19. und 20. Jahrhundert eine grosse Textilunternehmung zur Herstellung von Baumwollgarn in der Gemeinde Windisch im Schweizer Kanton Aargau an der Reuss. Das technik- und architekturgeschichtlich wertvolle Bauensemble zählt zu den Kulturgütern nationaler Bedeutung und bildet einen Abschnitt des Industriekulturpfads am Wasserschloss. Heute ist der ehemalige Industriestandort unter dem Namen Kunzareal ein Immobilienentwicklungsgebiet.

## Standort
Die Wasserkraft der Reuss diente unterhalb des alten, wichtigen Flussübergangs zwischen Windisch und Gebenstorf seit dem Ancien Regime dank dem dort gegebenen starken Gefälle mehreren Wasserwerken: Auf der linken Seite standen bei der Siedlung Unterwindisch seit etwa 1790 eine Sägerei, eine Lohstampfe, eine Gipsmühle und eine Öle. Ein nahe am linken Reussufer gebautes Streichwehr leitete einen kleinen Teil des Flusses auf deren Wasserräder. Auf der rechten Seite befand sich bei Gebenstorf eine Getreidemühle mit einem eigenen Teilstreichwehr. Alle diese Anlagen wurden vom Spinnereikomplex abgelöst.

## Gründer
Der Textilunternehmer Heinrich Kunz (* 1. März 1793 in Oetwil am See; † 21. August 1859 in Uster), der seit 1811 Spinnereien in Schaffhausen, Wetzikon und Uster gegründet hatte, kaufte 1828 das Gewerbeareal in Windisch und errichtete dort eine vielteilige Industrielandschaft mit Kraftwerk und Doppelstreichwehr und grossen Spinnereigebäuden in monumentaler klassizistischer Gestalt.
Bis 1845 kaufte Kunz weitere Spinnereien in Adliswil, Linthal, Rorbas und Kemptthal. Mit rund 150'000 Spindeln in seinen Betrieben galt er damals über die Schweiz hinaus als der grösste Spinnereiunternehmer. Überliefert ist indessen auch ein vielfach aktenkundig gewordenes rücksichtsloses Verhalten von Heinrich Kunz den Arbeitskräften in seinen Fabriken gegenüber.

## Fabrikgeschichte
Am 29. Dezember 1827 bewilligte die Gemeindeversammlung von Windisch den Verkauf des Gewerbequartiers in Unterwindisch an Heinrich Kunz, der am 4. August 1828 vom Kanton Aargau die Wasserrechtskonzession zum Bau einer Baumwollspinnerei an der Reuss erhielt. Von Johann Hartmann, dem Müller von Gebenstorf, kaufte Heinrich Kunz die Reussmühle mit deren Wasserrecht und legte diesen Betrieb still. Bis 1829 und 1835 liess er die beiden symmetrisch angelegten, sechsstöckigen Fabrikgebäude mit je mit einem unterschlächtigen Wasserrad beidseits des Kanals bauen (heute die «Alte Spinnerei» genannt).
1828 bewilligte der Grosse Rat des Kantons Aargau der Spinnerei Kunz, mit einem eigenen Schiff die Arbeiter aus Gebenstorf direkt bei der Fabrik über die Reuss führen zu dürfen, was den Arbeitsweg um eine halbe Stunde verkürzte. Doch weil viele Arbeiter im gegenüberliegenden Dorf wohnten, konnte bald nur noch ein kleiner Teil von ihnen auf diese Weise direkt zur Fabrik gelangen. Deshalb genehmigte der Kanton im Jahr 1834 den Bau eines Fussstegs. Die leichte Holzbrücke wurde 1916 abgebrochen und durch eine Betonbrücke ersetzt.

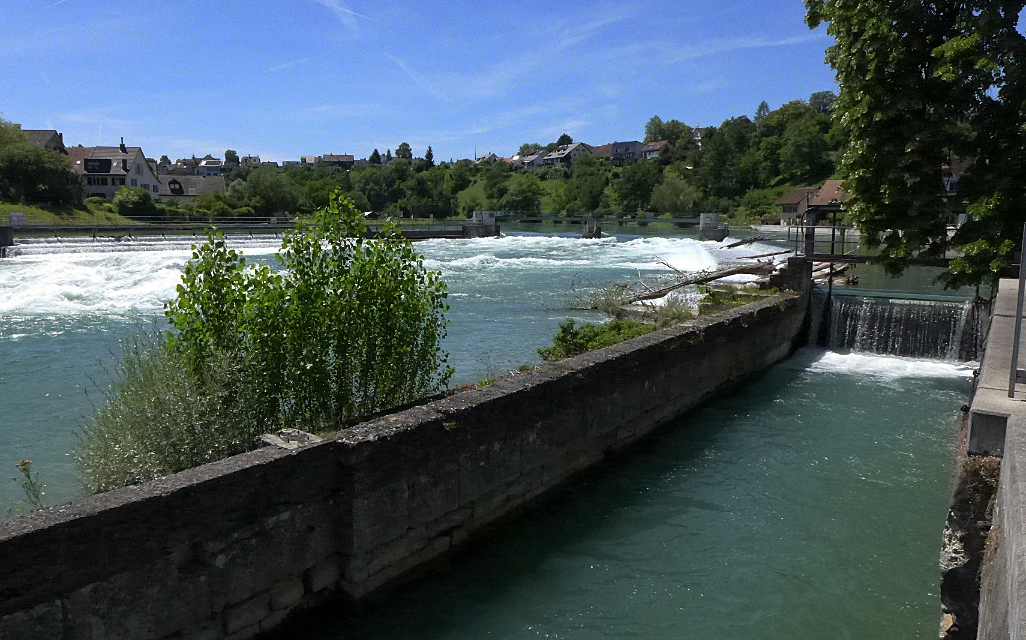
Ehemalige Schleuse neben dem linken Fangwehr

Wegen der gross dimensionierten Flussbauwerke bei der neuen Fabrik kam es zu jahrelangen heftigen Auseinandersetzungen. Einerseits wehrten sich die Schiffleute und Flösser auf der Reuss gegen das neue Flusshindernis, das ihnen eine gefährliche Passage im Wasserweg zumutete, und andererseits wollten die Kantonsbehörden zunächst die nicht ganz den Bedingungen der Wasserrechtskonzession entsprechende Wehranlage nicht akzeptieren. Nach mehreren Verhandlungen erteilte der Kanton Aargau im Jahr 1840 Heinrich Kunz schliesslich doch eine neue, grosszügigere Konzession. Die Klagen der Flussschifffahrt waren wirkungslos geblieben. Die Fabrik durfte nun sogar bei niedrigem Wasserstand das gesamte Wasser der Reuss in ihren Werkkanal ableiten. Ankommende Schiffe mussten indessen weiterhin unentgeltlich durch die vom Kanton bereits früher vorgeschriebene, im Jahr 1835 fertiggestellte Schleuse neben dem Streichwehr geführt werden. Für Flösse stand bei normalem Wasserstand noch eine schmale Passage in der Flussmitte zwischen den beiden seitlichen Fangwehren in das Tosbecken offen.
Um 1829 entstand eine kleine Fabrikantenvilla neben der Spinnerei in Windisch, und von 1837 an errichtete das Unternehmen an der Kanalstrasse für Mitarbeitende ein erstes eigenes Wohnhaus. Bis zum Ende des 19. Jahrhunderts kamen noch 10 Arbeiterwohnhäuser («Kosthäuser») und Häuser für Angestellte in Unterwindisch und Gebenstorf dazu.
Das zusammen mit der 1829 vollendeten Spinnerei 1 erbaute, an dessen südlicher Schmalseite angegliederte Gutmannshaus wurde als Wohnhaus für Heinrich Kunz erstellt. Das villenähnliche Gebäude präsentiert sich als klassizistischer Baukörper mit einem flach geneigten, von einer Balustrade umgebenen Walmdach. In Gliederung und Fensterdetails ist dem Gutmannshaus das ehemalige Wächterhaus (später Fabrikschulhaus) sehr ähnlich. Es dürfte vom selben Baumeister erstellt worden sein.

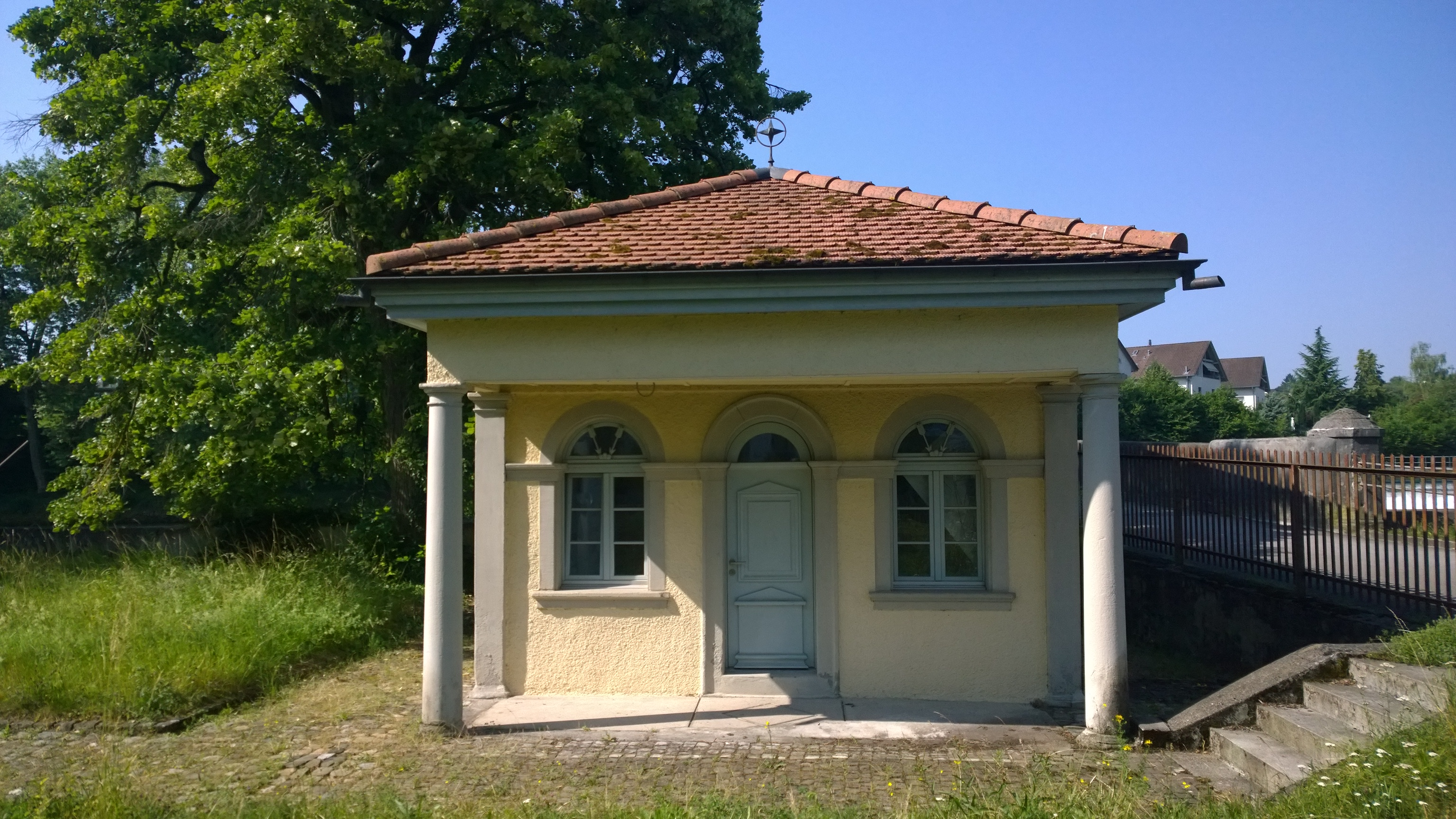
Alte Fabrikschule der Spinnerei Kunz

Um 1830 wurde um Ufer der Reuss das so genannte Wächterhaus gebaut, ein unmittelbar neben der Fussgängerbrücke liegender einstöckiger Kleinbau. Das im klassizistischen Stil ausgeführte Gebäude hat einen quadratischen Grundriss und einen säulengestützten Vorbau. Das 3 m auf 3,9 m messende Haus diente seit 1838 der Fabrikschule. Es ist das einzige im Aargau erhaltene Beispiel dieser Baugattung. Seit 1828 waren die Fabrikanten von Gesetzes wegen verpflichtet, private Schulen einzurichten und den bei ihnen beschäftigten Kindern während mindestens sechs Stunden pro Woche Unterricht erteilen zu lassen.
Nach dem Tod des Gründers im Jahr 1859 führten seine Neffen Heinrich Zollinger und Johannes Wunderli-Zollinger das Unternehmen weiter; seit 1873 wurde das Unternehmen durch Hans Wunderly-von Muralt geleitet. Sie erwarben bis 1880 andere Spinnereibetriebe in der Ostschweiz und zählten schliesslich mit einem Maschinenpark von 245'000 Spindeln und rund 2'700 Beschäftigten zu den grössten Arbeitgebern in der schweizerischen Textilindustrie. In Windisch konnten sie dank zusätzlicher Antriebsenergie 1870 eine noch grössere Fabrik (heute die «Neue Spinnerei») neben den älteren Gebäuden errichten. 1865 hatten sie die verfügbare Wasserkraft mit dem Ersatz der Wasserräder durch vier Jonvalturbinen von Escher, Wyss & Co. und der Verlängerung des Fabrikkanals auf über einen Kilometer vermehrt. Erst kurz vor der Mündung der Reuss in die Aare im Gebiet des Wasserschlosses, bei der Brücke der 1856 gebauten Eisenbahnlinie Brugg–Baden der Schweizerischen Nordostbahn, strömt das Kanalwasser in die Reuss zurück.
Die seit 1893 als Wunderli, Zollinger & Cie., vormals Heinrich Kunz aktive Unternehmung wurde 1898 in eine Aktiengesellschaft, die AG der Spinnereien von Heinrich Kunz, umgewandelt. In den Jahren 1907 bis 1908 baute die Aktiengesellschaft den Betrieb komplett um. Neben dem Wasserkraftwerk entstand ein Dampfkraftwerk für die Produktion eigener elektrischer Energie, und die Fabrikgebäude umfassten neu nur noch vier Stockwerke.
1912 erwarb der Textilkonzern W. Wolf & Söhne in Stuttgart die Aktien der Spinnerei Kunz mit den vier noch zum Betrieb gehörenden Werken Linthal, Windisch, Rorbas und Adliswil. In Unterwindisch baute der neue Eigentümer 1917 das heute noch erhaltene repräsentative Verwaltungsgebäude. Am Fabrikkanal errichtete die Firma ein neues Turbinenhaus mit einer Propellerturbine, und mit dem Umbau der Sperranlage vom alten Nadelwehr in eine Wehranlage aus Eisen konnte der Fluss noch etwas höher gestaut werden. Nach der Stilllegung der Schleuse beim Kanaleinlauf erhielt das alte Streichwehr der von Heinrich Kunz seinerzeit erworbenen Mühle am rechten Flussufer eine Kahnrampe.
Das Industrieunternehmen Werkzeugmaschinenfabrik Oerlikon übernahm 1941 aus dem Bestand der ab 1938 enteigneten W. Wolf & Söhne die Kunz-Gruppe mit der Fabrik in Windisch. Um 1970 ergänzte ein weiteres grosses Spinnereiwerk nach einem modernen Entwurf des Zürcher Architekten Roland Rohn die Industriesiedlung am Reusskanal. 1996 zog sich Oerlikon-Bührle aus dem Textilgeschäft zurück und fand mit dem Konsortium Hacontex AG, Zollikon und Niggler & Küpfer S.p.A, Capriolo, Italien einen Käufer für den Betrieb.

## Kunzareal
In der Zeit von 1991 bis 2002 stellte die Spinnerei Kunz schrittweise die Produktion ein. Seit 2003 benützt die Schweizer Armee einen Teil des Kunzareals als Rekrutierungszentrum. 2006 verwaltete die Kunz Areal AG das Firmengelände, das seit dem Jahr 2009 zu den  Liegenschaften der Basler Gesellschaft HIAG Immobilien gehört. Das Wasserkraftwerk ging mit einer neuen Wasserrechtskonzession in den Besitz der Axpo Kleinwasserkraft AG über, die es bis 2016 vom Elektrizitätswerk Altdorf erneuern liess.

## Bilder

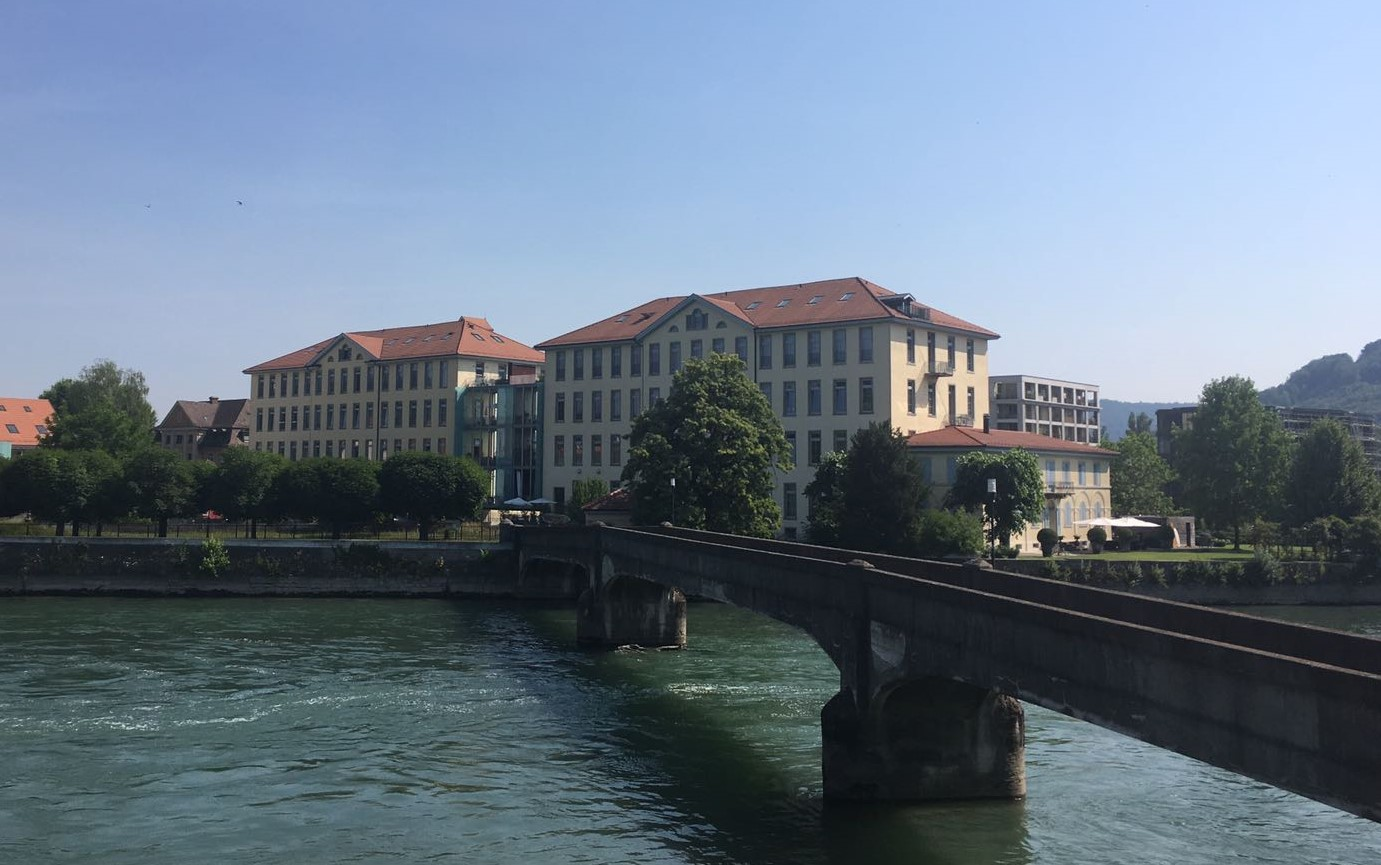
Spinnerei Kunz Windisch
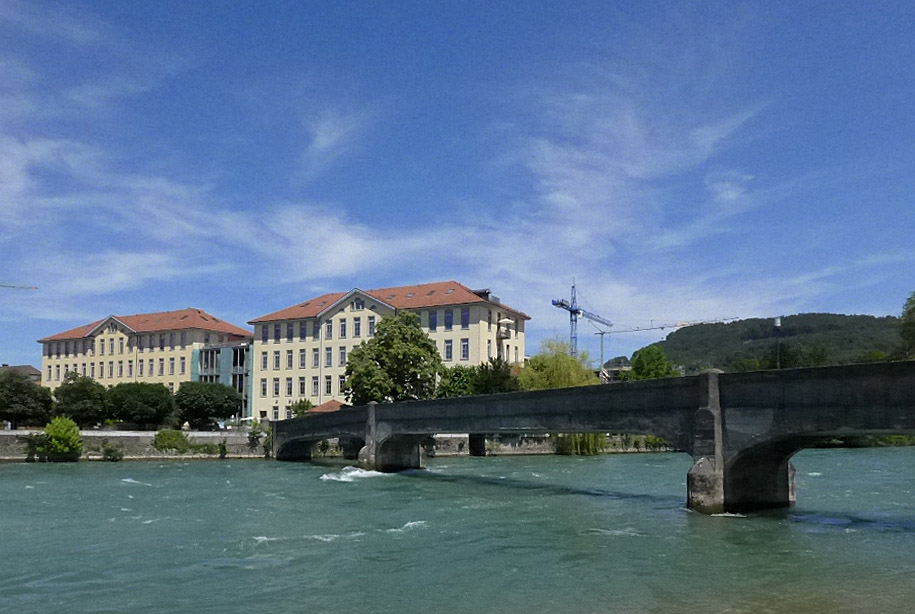
Die ersten Fabrikgebäude der Spinnerei Kunz, Betonbrücke über die Reuss
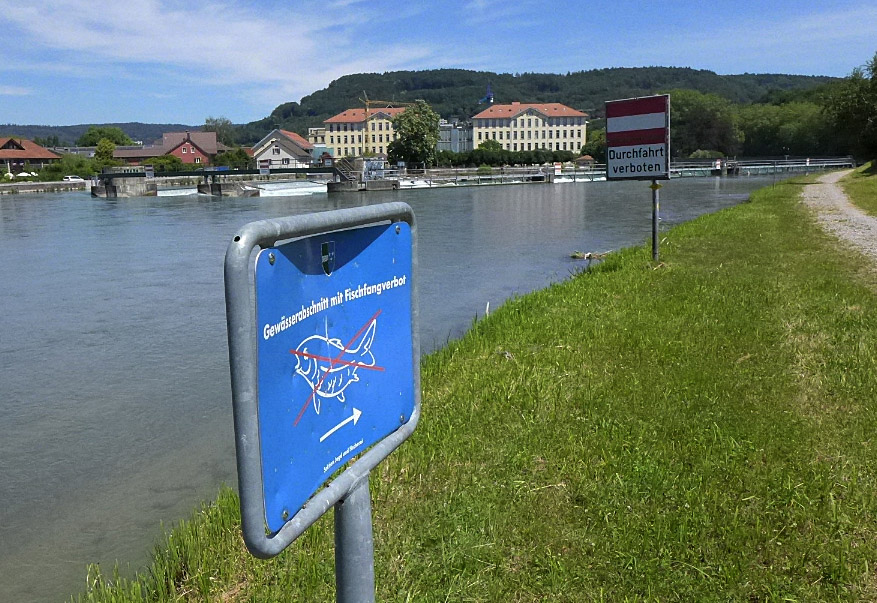
An der Reuss oberhalb des Stauwehrs
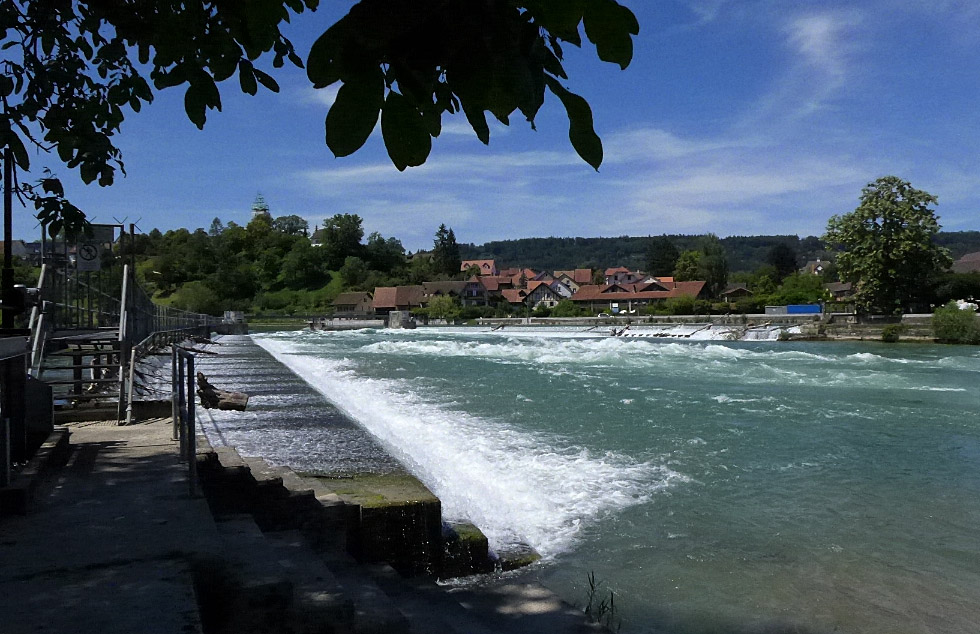
Links Streichwehr bei Gebenstorf, rechts Wehr beim Fabrikkanal, im Hintergrund Unterwindisch
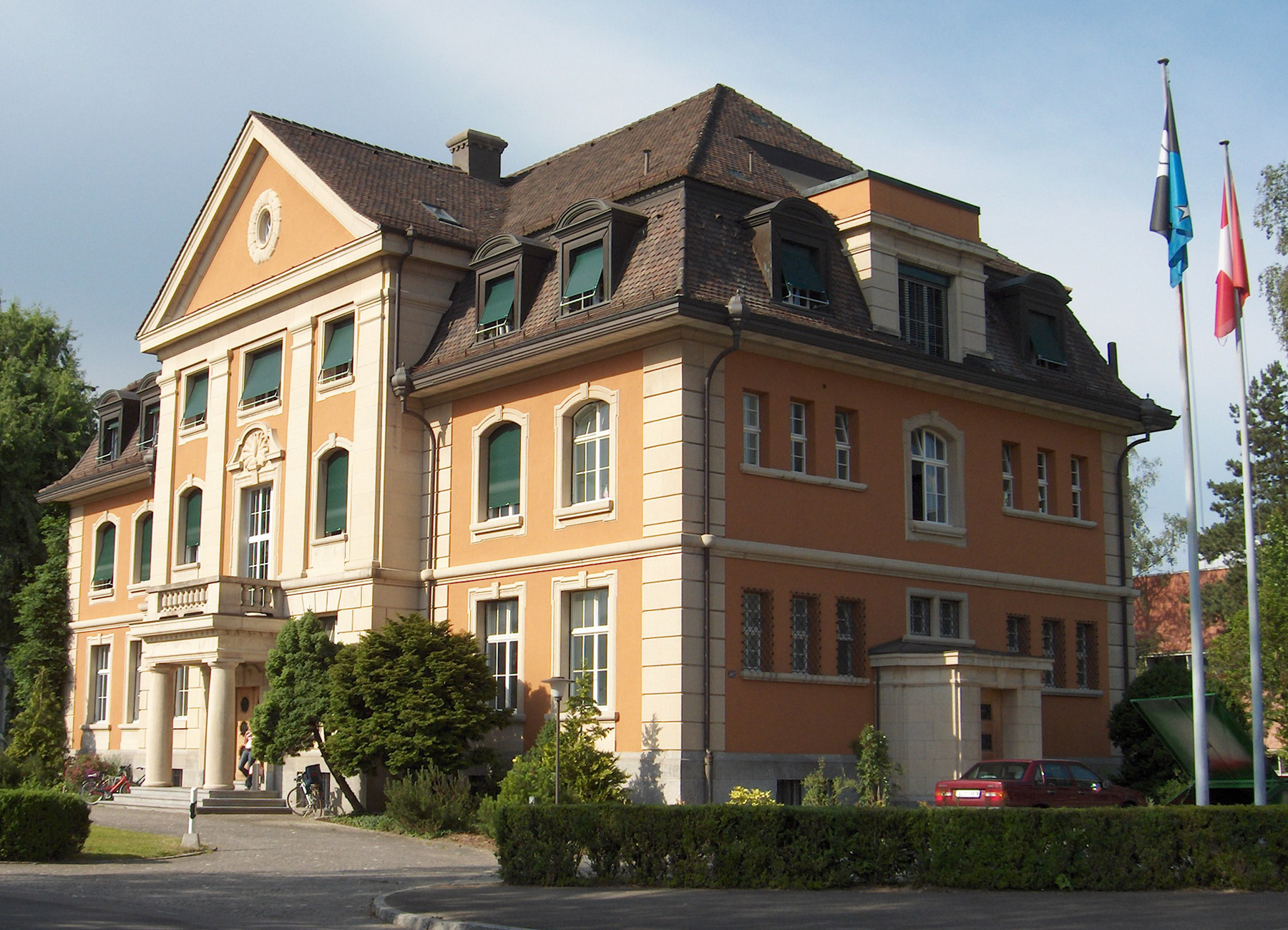
Ehemaliges Verwaltungsgebäude
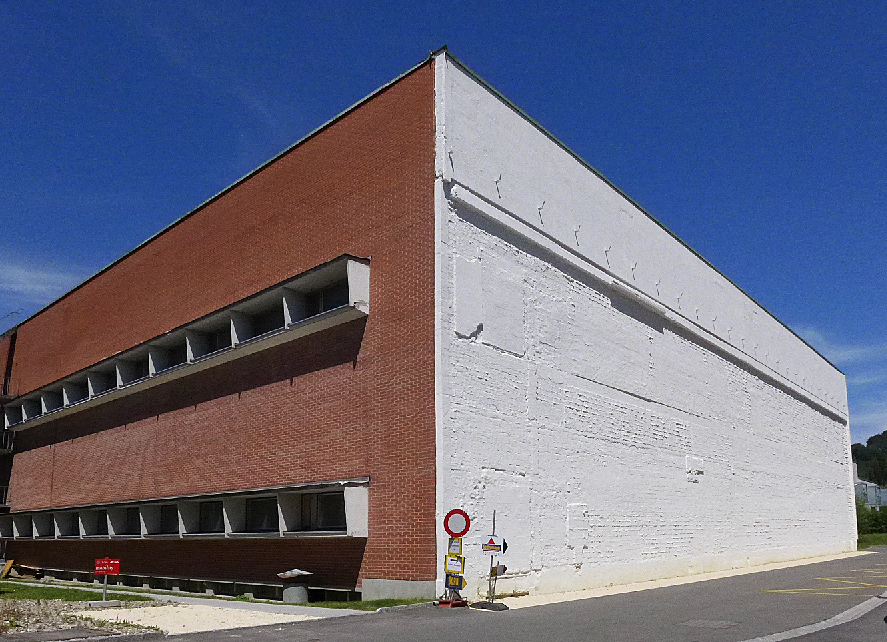
Moderne Architektur, Werkhalle um 1970
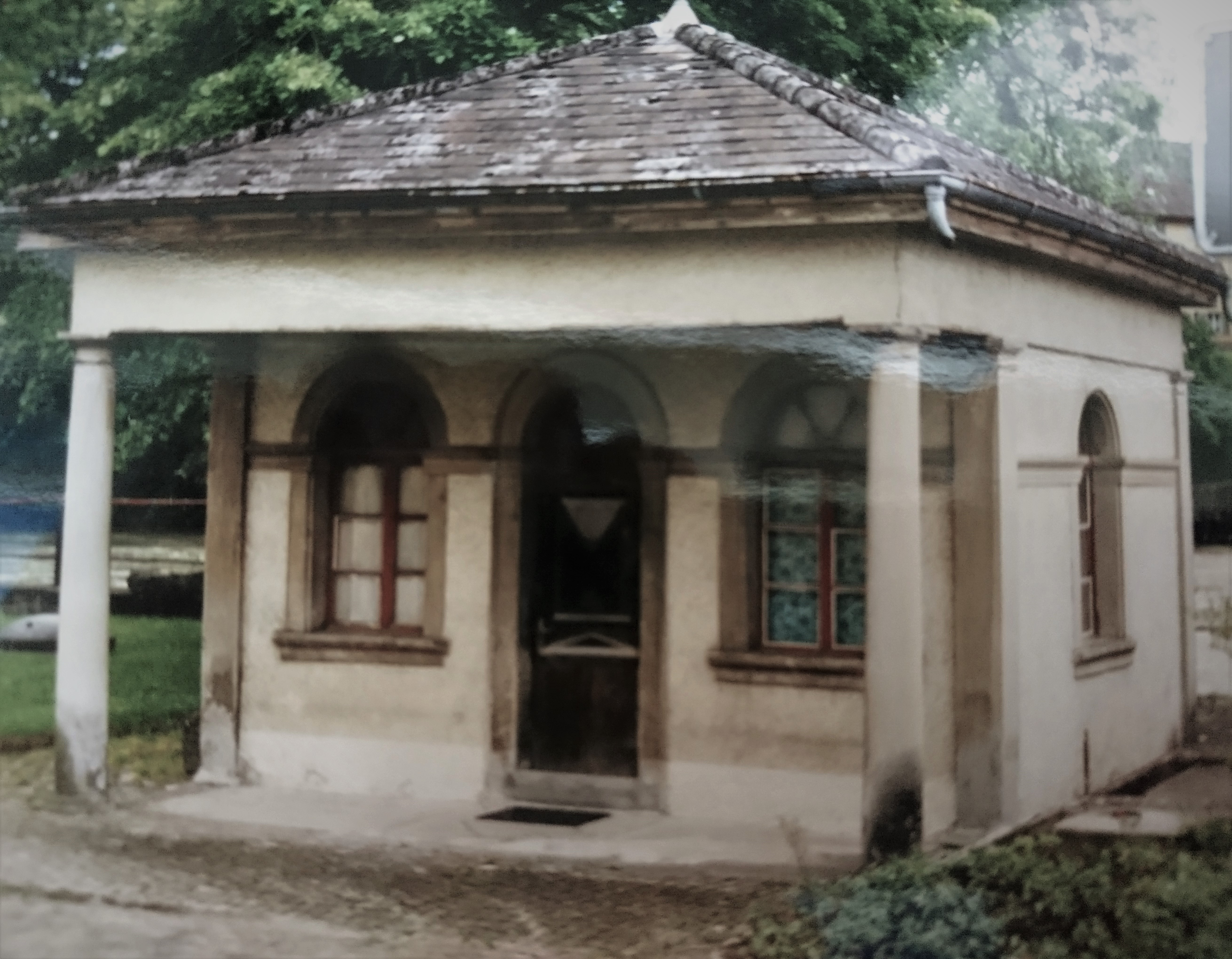
Ehemaliges Fabrikschulhaus/ Wärterhaus. Bild von 1998
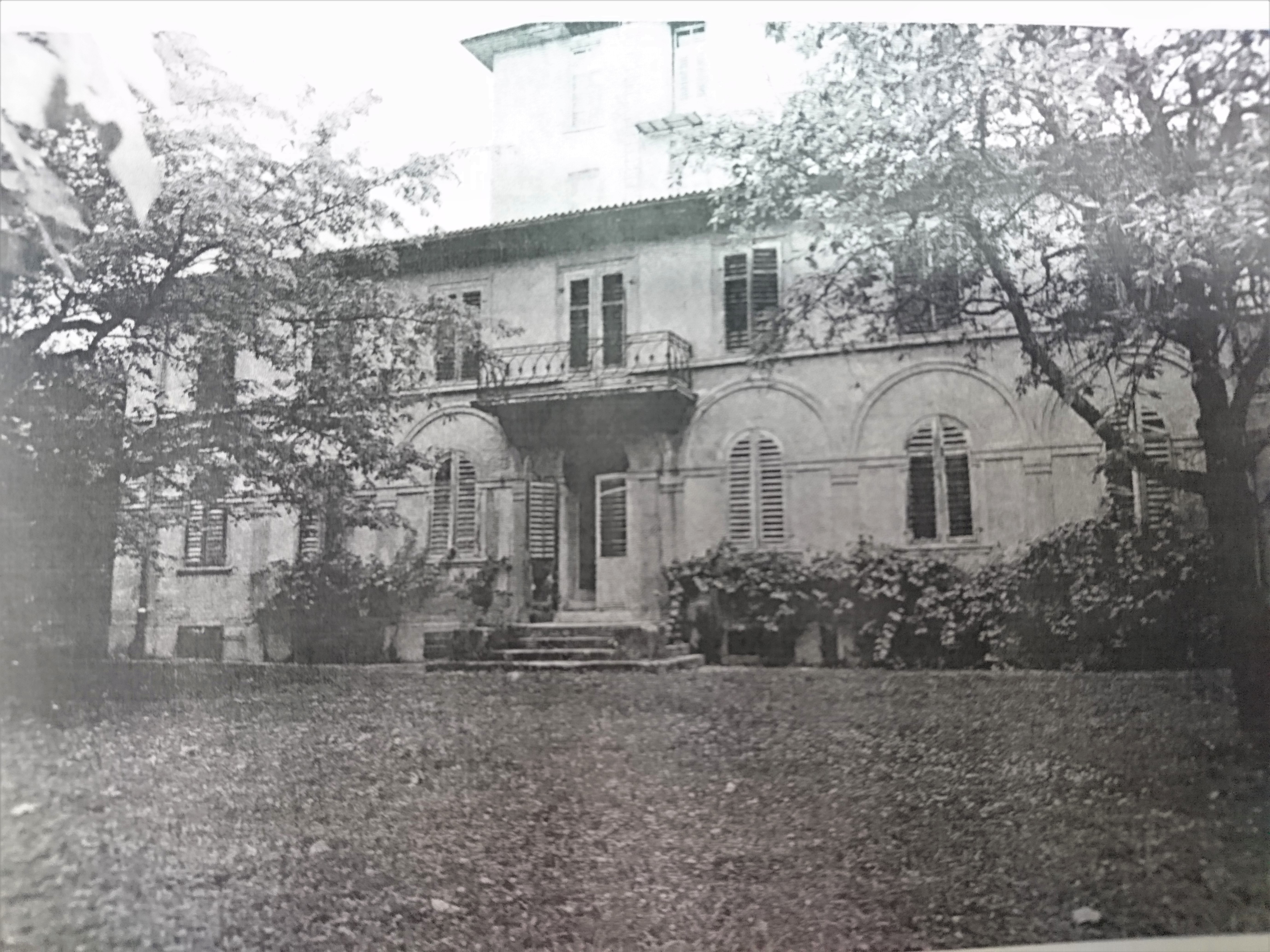
Gutmannshaus. Bild von 1989
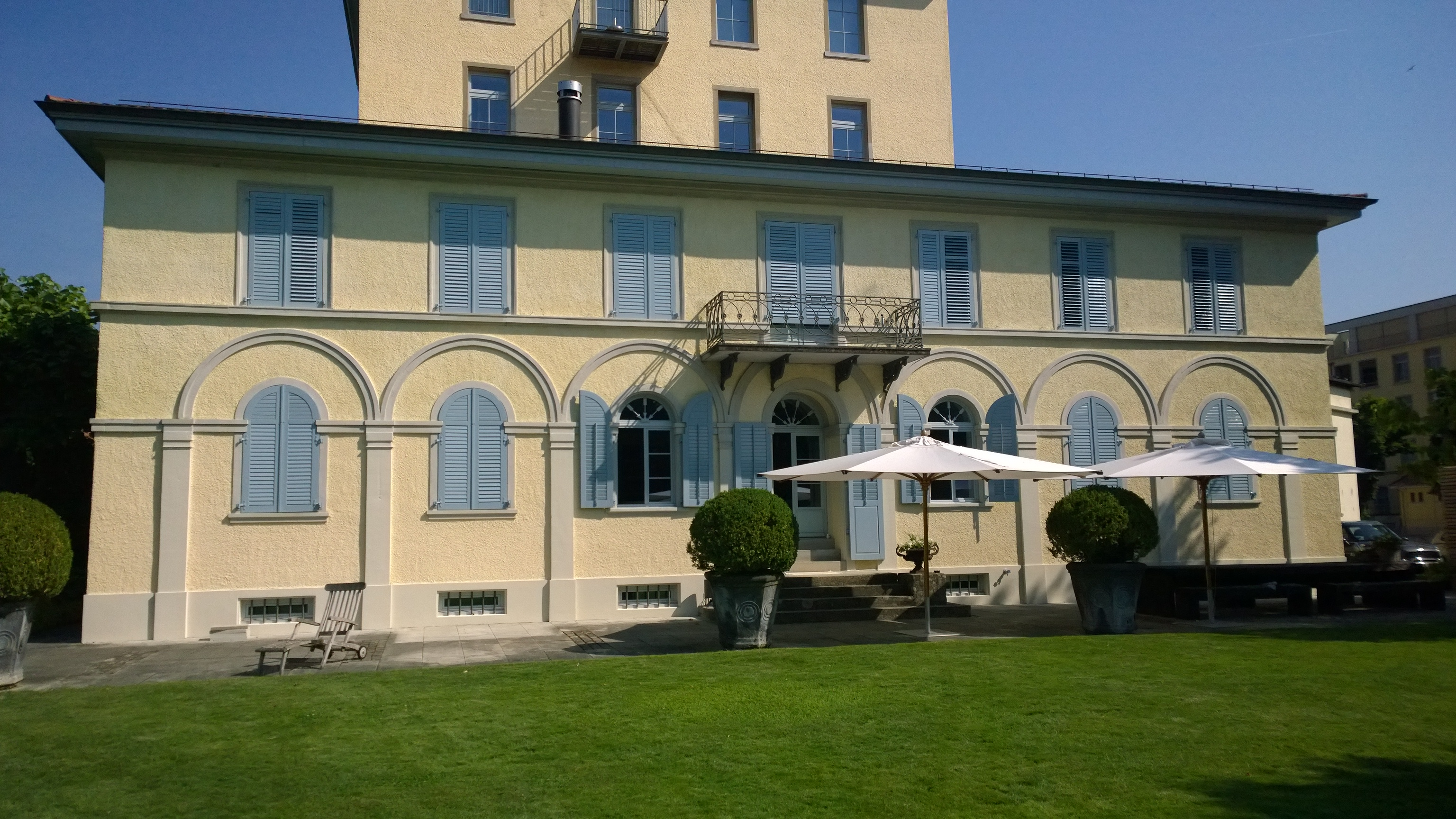
Gutmannshaus Spinnerei Kunz, Windisch. Zustand 2017